# Анкер (крепёжное изделие)

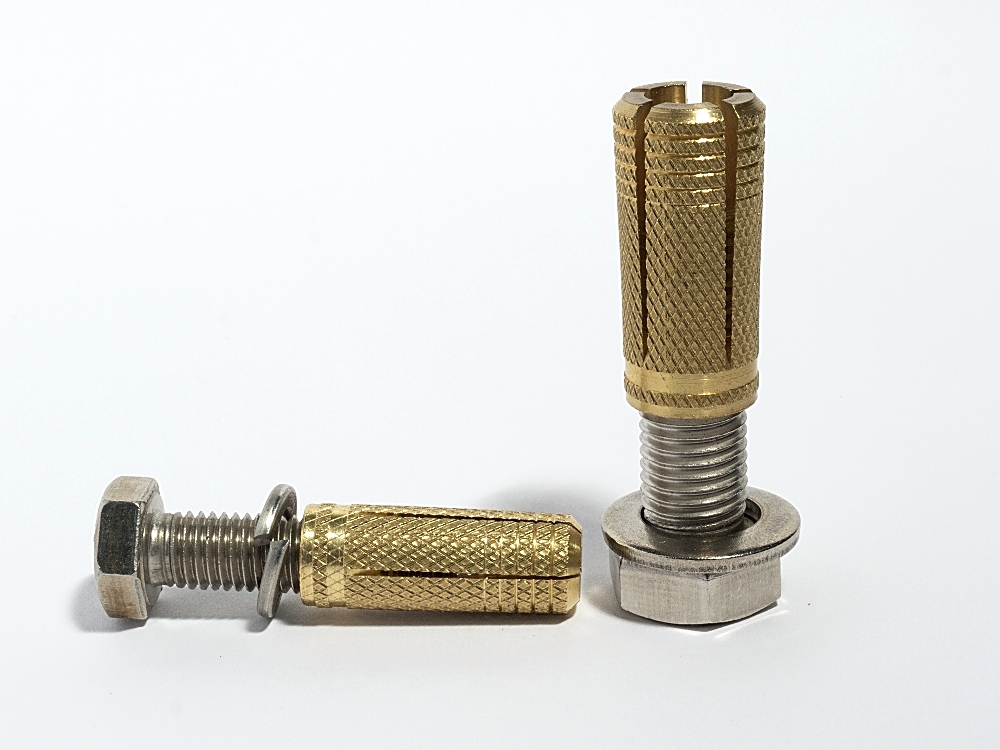
Анкерные болты

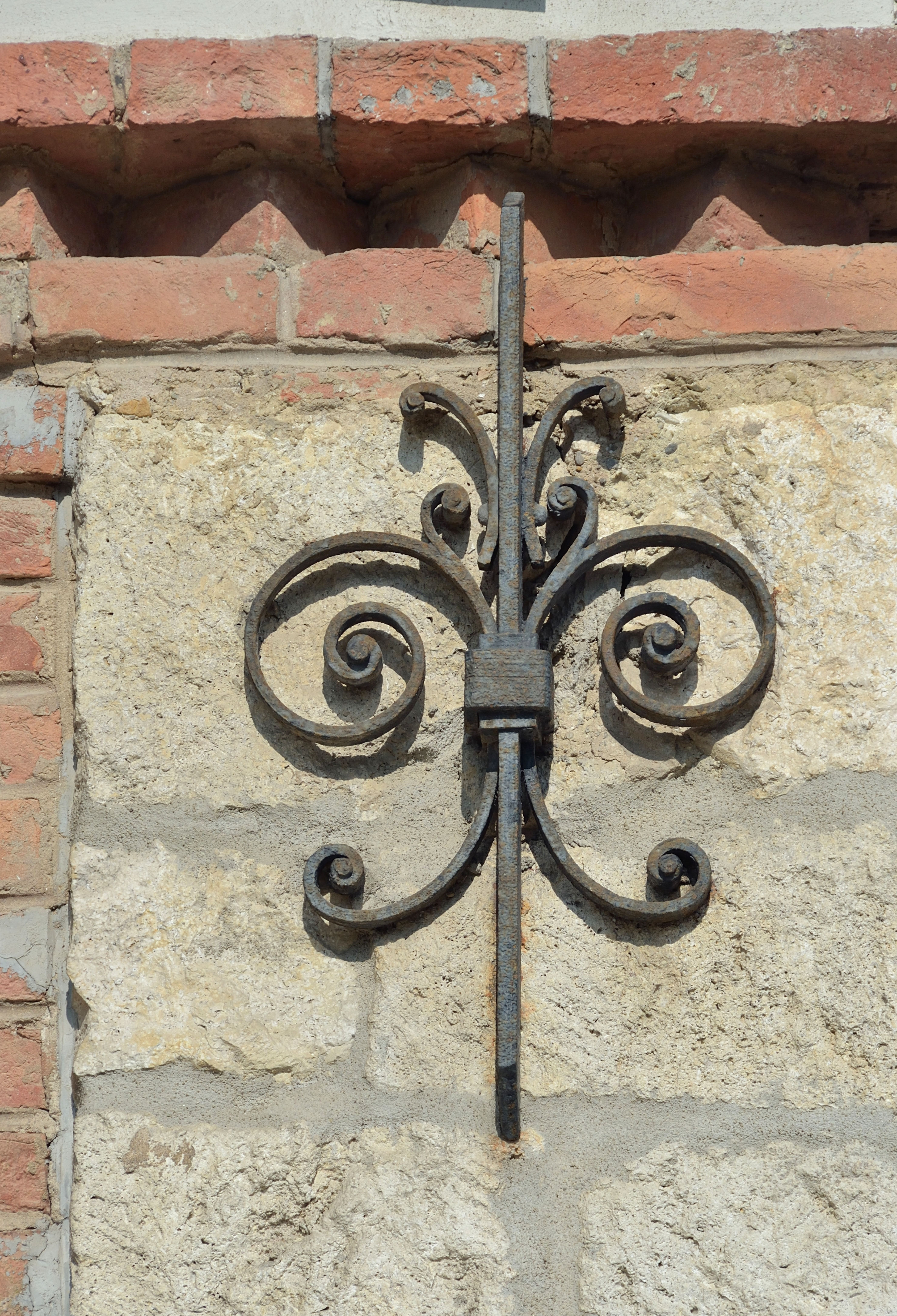
Исторический анкер на стене дома в Швехате, Австрия

А́нкер (от нем. Anker — «якорь») — крепёжное изделие, которое различными способами закрепляется в несущем основании и удерживает какую-либо конструкцию.
Анкер, в отличие от дюбеля, как правило, является комбинированным самостоятельным крепёжным элементом, вместе со способностью закрепляться в основании он также и удерживает конструкцию.

## История
Кованые анкеры использовались в западноевропейской архитектуре для крепления деревянных балок перекрытий к стенам со времён позднего Средневековья. При этом они нередко приобретали и декоративную функцию. Например, анкерами в форме цифр на фасаде могла обозначаться дата постройки дома.

## Классификация

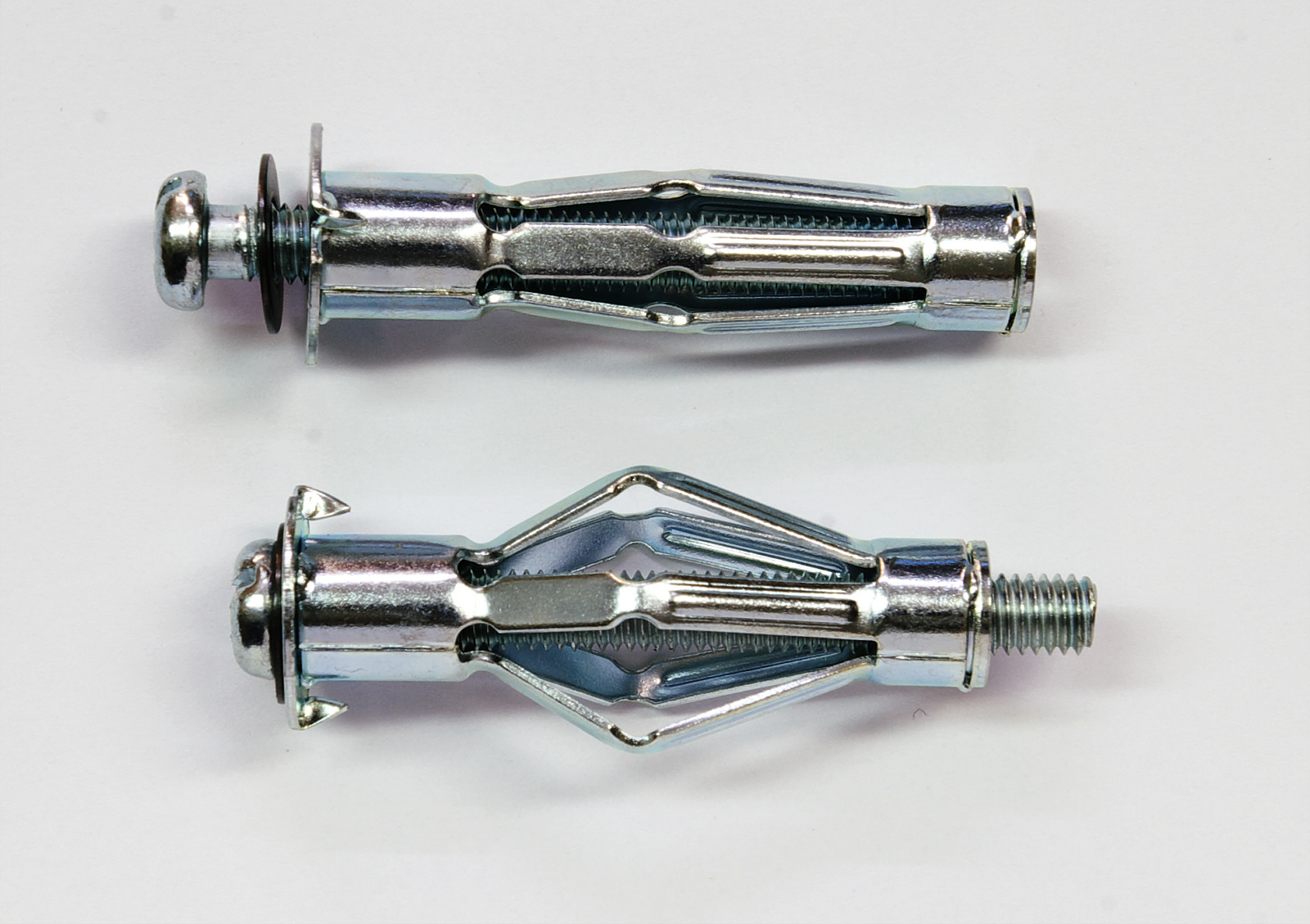
Болт Молли

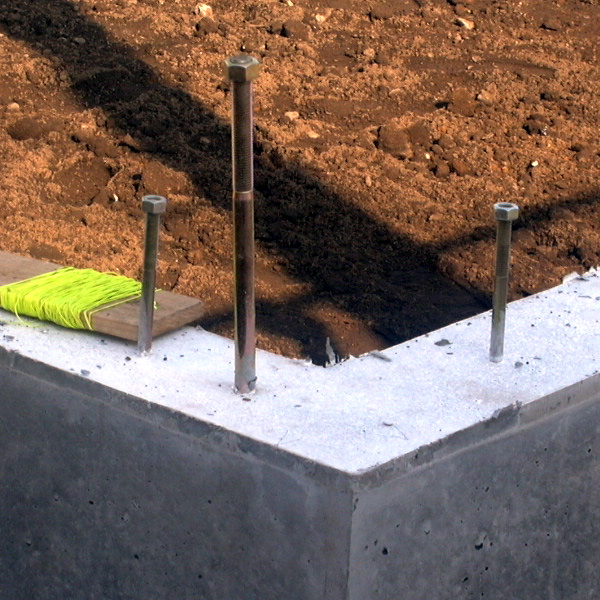
Фундаментный болт

### Способы закрепления анкера
- Сила трения — анкер своими стенками прижимается к основанию.
- Разная форма анкера и отверстия в основании — задняя часть анкера, не помещающаяся в отверстие.
- Химический — заполнение свободного пространства между анкером и основанием затвердевающим жидким компонентом.

### Материал изготовления
Изготавливается из металлических сплавов (латуни, нержавеющей стали, алюминия).

### Виды монтажа
- Сквозной — через отверстие в закрепляемой детали. В случае сквозного монтажа закрепляемая деталь может служить шаблоном, что позволит уменьшить время монтажа.
- Предварительный — закрепляемая деталь монтируется после установки анкера в базовое основание.

### Виды анкеров

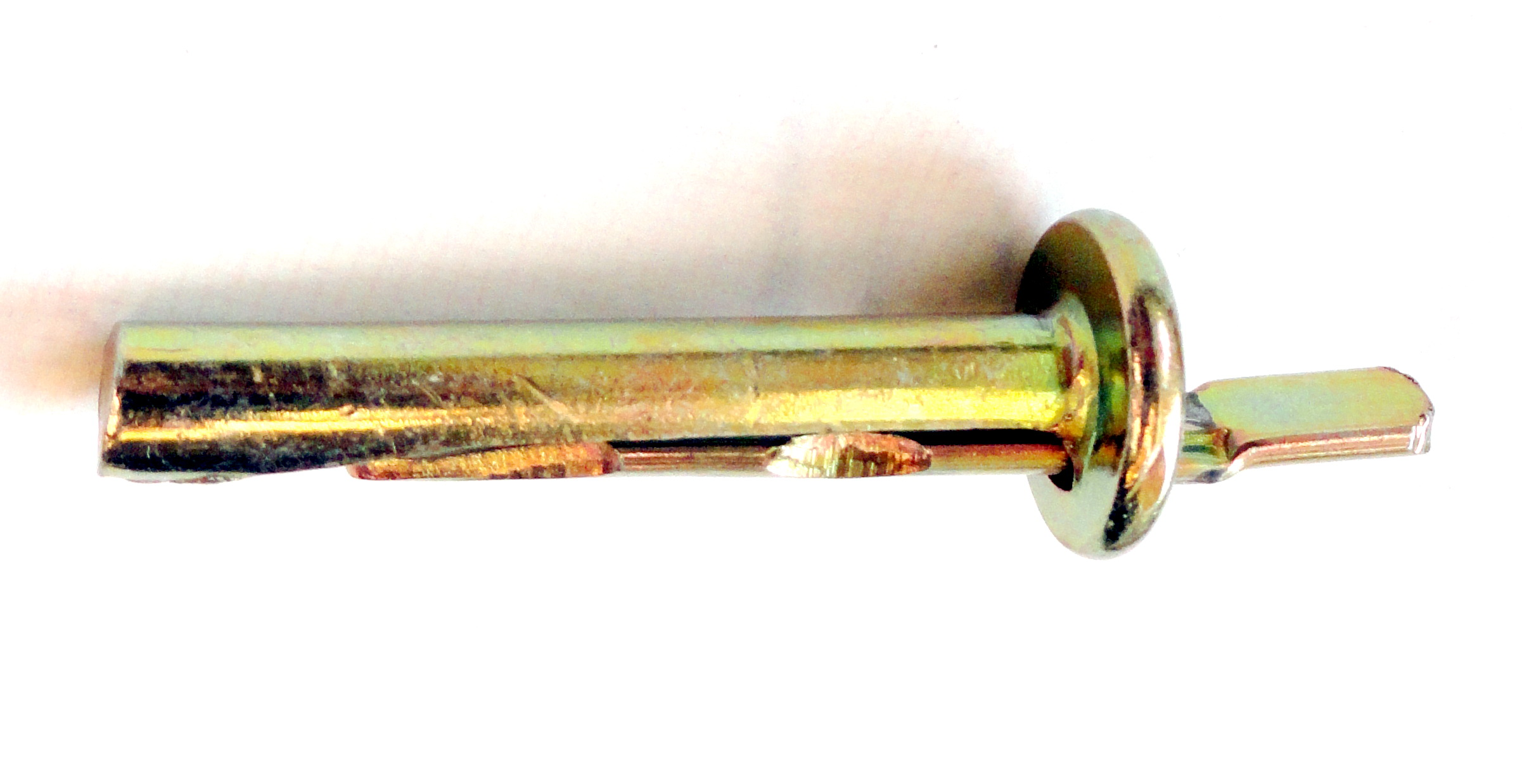
Анкер-клин

- Анкер клиновой — для полнотелых материалов и сжатого, и растянутого бетона.
- Анкер забивной — для надёжного крепления тяжеловесных конструкций.
- Анкер-клин — для быстрого монтажа подвесных конструкций.
- Анкерный шуруп (анкер-шуруп) — для крепления в бетон, камень, полнотелый кирпич, мрамор, также подходит и для закручивания в дерево.
- Анкер-болт
  - Анкерный болт с гайкой — для полнотелых материалов и тонких бетонных перегородок.
  - Болт Молли — для листовых материалов.
  - Фундаментный болт — для фундамента.

### Назначение
Назначение по материалу основания
- Для плотных полнотелых материалов (кирпича, бетона, природного камня).
- Для пустотелых материалов (пустотелого кирпича и пустотелых бетонных блоков).
- Для листовых материалов (гипсокартона, ДСП).
- В стоматологии для корней зуба.

Назначение по области применения
- Фасадный и рамный — отличается удлинённой нераспорной частью. Используется для сквозного монтажа различных конструкций;
- Мебельный анкер;
- податливый анкер[2] — в горном деле и тоннелестроении.

## Конструкция и применение
Для наилучшего сцепления анкера с основанием отверстие после просверливания необходимо очистить от буровой муки.
У анкера различают две основные части: нераспорную часть, не участвующую в закреплении, и распорную (рабочую) часть, которая изменяет свои размеры при образовании соединения.
Также анкер может иметь манжету — кайму вокруг отверстия, не позволяющую анкеру проваливаться в отверстие основания или закрепляемого материала.

### Анкерный винт

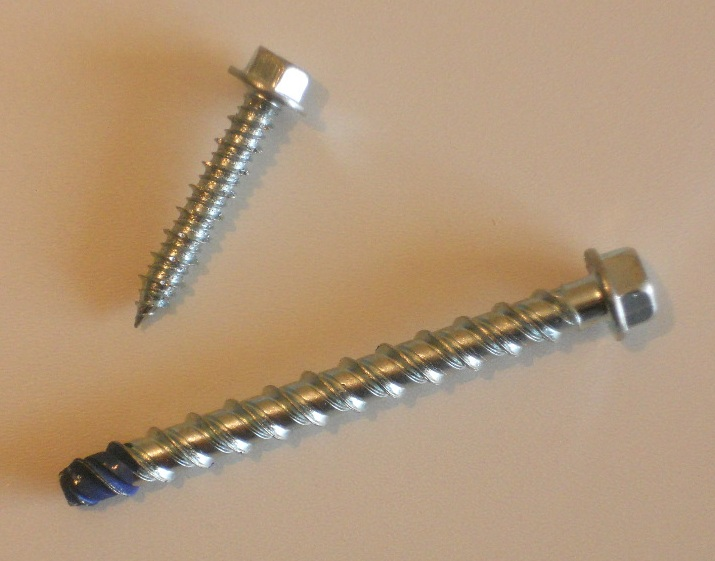
Анкерный винт

Анкерный винт (анкерный самонарезающий винт) — резьбовое крепёжное изделие, предназначенное для непосредственного бездюбельного вкручивания в каменные материалы. Применяется для крепления в бетон, камень, полнотелый кирпич, мрамор, также подходит и для вкручивания в дерево.
Диаметр преимущественно 6—12 мм. Разновидности анкерного винта различаются формой головки и резьбы. Стержень утолщённый, резьба низкая, однозаходная или двухзаходная, кончик тупой или заострённый. Головка шестигранная, которая может продолжаться гайкой или шпилькой, либо полукруглая или утопленная со шлицом торкс, реже со внутренним шестигранником. Анкерный винт с маленькой утопленной головкой, использующийся для установки окон, часто ошибочно называется «нагелем».
Вкручивается гайковёртом или шуруповёртом, в зависимости от размеров. При ввинчивании в просверленное отверстие кромки профиля резьбы врезаются в бетон. Используется при установке металлических и деревянных конструкций, жестяного каркаса под гипсокартон, а также для временного крепления, например, опалубки. Может использоваться многократно. Выдерживает высокие нагрузки на срез и вырыв.